# Carcelia atricans
Carcelia atricans är en tvåvingeart som beskrevs av Louis-Paul Mesnil 1955. Carcelia atricans ingår i släktet Carcelia och familjen parasitflugor. Inga underarter finns listade i Catalogue of Life.